# Vic Dickenson
Victor „Vic“ Dickenson (* 6. August 1906 in Xenia, Ohio; † 16. November 1984 in New York City) war ein US-amerikanischer Jazz-Posaunist und Sänger afroamerikanischer Herkunft, der Mainstream Jazz und Oldtime Jazz spielte.

## Leben und Wirken
Dickenson war ein führender Swing-Posaunist, spielte aber auch Dixieland und konnte sich den unterschiedlichsten Stilrichtungen anpassen und war trat auch als Begleiter von Sängern hervor. Als Jugendlicher spielte er in einer lokalen Band, nachdem ihm sein älterer Bruder eine Posaune zukommen ließ. 1922 zog seine Familie nach Columbus (Ohio), wo er als Posaunist und Vokalist in lokalen Bands mitwirkte, bis er 1929 Mitglied in der Territory Band von Speed Webb wurde. Seine ersten Aufnahmen machte er als Sänger bei Luis Russell (Honey that Reminds Me 1930).
Er spielte 1933 bis 1936 mit Blanche Calloway, 1936 bis 1939 bei Claude Hopkins, war 1939 bis 1940 Solist bei Benny Carter, danach bis 1941 im Count Basie Orchestra. In den 1940er Jahren spielte er auch mit Sidney Bechet und mit Eddie Heywood (1943 bis 1945), mit dem zusammen er 1944 Billie Holiday begleitete (The Complete Commodore Recordings). 1945/46 arbeitete er mit Lester Young (The Complete Aladdin Recordings of Lester Young). Mit eigenen Gruppen hatte er en Engagement im New Yorker Café Society, ferner spielte er dort mit Bobby Hackett, Wild Bill Davison und Eddie Condon. 1953 und 1954 hatte er ein Septett mit Ruby Braff, Sir Charles Thompson, Jo Jones, Walter Page und Edmond Hall. In den 1960er Jahren hatte er zwischen 1963 und 1968 eine eigene Band „Saints and Sinners“ (mit Red Richards), spielte mit den George Wein All Stars, mit Bobby Hackett (mit dem er 1968 bis 1970 ein Quintett leitete) und Wild Bill Davison (1961/62) als häufiger Gast auf Festivals und ging mit Eddie Condon (in dessen Club er auch regelmäßig auftrat) in den 1960ern auf Tourneen (Asien, Australien 1964). 1965 war er als Solist auf Europa-Tournee. In den 1970ern spielte er in „The World’s Greatest Jazz Band“.

## Auswahldiskographie
- Breaks, Blues and Boogie (Topaz, 1941–46) mit James P. Johnson, Wilbur De Paris, Ben Webster, Coleman Hawkins
- Vic Dickenson Septet (Vanguard, 1954)
- The Saints & Sinners In Europe (MPS, 1970) mit Rudy Powell, Red Richards, George Reed, Herman Autrey
- Gentleman Of The Trombone (Storyville, 1975) mit Johnny Guarnieri, Bill Pemberton, Oliver Jackson
- Ding Dong (Storyville, 1976) mit Buddy Tate

## Sammlung
- The Complete Edmond Hall, James P. Johnson, Sidney De Paris & Vic Dickenson Blue Note Sessions (Mosaic - 1985?) 6 LPs mit Bill Doggett organ, John Collins, Jo Jones - weitere Details dieser Sammlung bei Edmond Hall, James P. Johnson und Sidney De Paris